# Basmla Elsalamoni
Basmla Elsalamoni –en árabe, بسملة السلاموني– (nacida el 25 de febrero de 1999) es una deportista egipcia que compite en triatlón. Ganó dos medallas en los Juegos Panafricanos de 2019, y tres medallas en el Campeonato Africano de Triatlón, en los años 2021 y 2022.

## Palmarés internacional
| Juegos Panafricanos | Juegos Panafricanos     | Juegos Panafricanos | Juegos Panafricanos |
| Año                 | Lugar                   | Medalla             | Prueba              |
| ------------------- | ----------------------- | ------------------- | ------------------- |
| 2019                | Rabat (Marruecos)       | Medalla de oro      | Individual          |
| 2019                | Rabat (Marruecos)       | Medalla de bronce   | Relevo mixto        |
| Campeonato Africano |                         |                     |                     |
| Año                 | Lugar                   | Medalla             | Prueba              |
| 2021                | Sharm el-Sheij (Egipto) | Medalla de plata    | Relevo mixto        |
| 2021                | Sharm el-Sheij (Egipto) | Medalla de bronce   | Individual          |
| 2022                | Agadir (Marruecos)      | Medalla de bronce   | Relevo mixto        |